# Verbandsgemeinde Hermeskeil

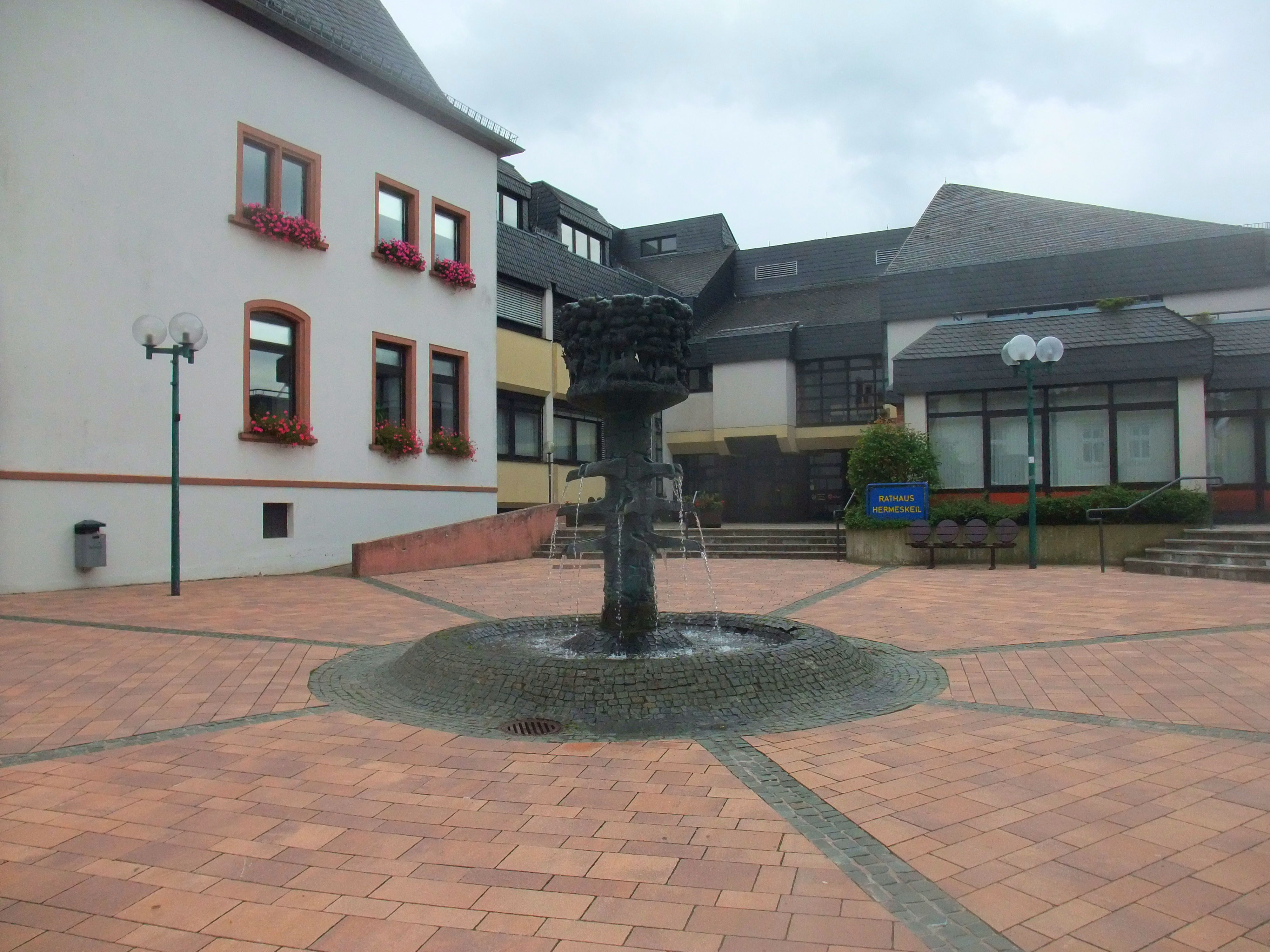
Brunnen am Rathaus Hermeskeil

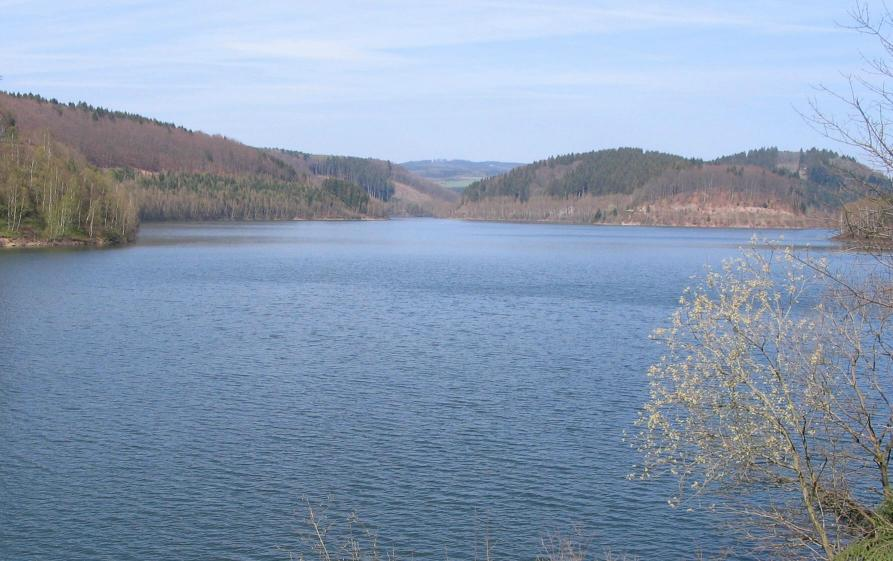
Primstalsperre

Die Verbandsgemeinde Hermeskeil liegt im südöstlichen Bereich des Landkreises Trier-Saarburg im rheinland-pfälzischen Hochwald. Der Verwaltungssitz der Verbandsgemeinde, die gebildet wird aus der Stadt Hermeskeil und zwölf weiteren, selbständigen Ortsgemeinden, befindet sich in Hermeskeil, dem Sitz des Naturparks Saar-Hunsrück.
Die Verbandsgemeinde hat Gebietsanteile am Nationalpark Hunsrück-Hochwald und nennt sich Nationalparkverbandsgemeinde Hermeskeil.

## Geographie
Die Höhenlage der Verbandsgemeinde erstreckt sich von 244 m ü. NHN im Tal der Kleinen Dhron bei Naurath (Wald) bis auf 757 m ü. NHN auf dem Sandkopf bei Neuhütten.
Die größten Gewässer im Verbandsgemeindebereich sind die Kleine Dhron, die Wadrill, die Prims und der Lösterbach. Die Orte Hermeskeil, Züsch und Neuhütten grenzen an die Primstalsperre.

### Verbandsangehörige Gemeinden
| Name              | Fläche (km²) | Mittl. Höhe (m) | Einwohner (1950) | Einwohner (31. Dezember 2024) |
| ----------------- | ------------ | --------------- | ---------------- | ----------------------------- |
| Bescheid          | 7,62         | 421             | 373              | 395                           |
| Beuren (Hochwald) | 18,50        | 545             | 897              | 939                           |
| Damflos           | 5,31         | 570             | 515              | 630                           |
| Geisfeld          | 8,87         | 440             | 471              | 473                           |
| Grimburg          | 10,18        | 460             | 423              | 460                           |
| Gusenburg         | 7,36         | 500             | 770              | 1.087                         |
| Hermeskeil, Stadt | 30,85        | 542             | 3.711            | 6.677                         |
| Hinzert-Pölert    | 4,85         | 490             | 407              | 288                           |
| Naurath (Wald)    | 5,58         | 395             | 218              | 245                           |
| Neuhütten         | 10,50        | 580             | 840              | 721                           |
| Rascheid          | 8,05         | 463             | 494              | 457                           |
| Reinsfeld         | 19,77        | 510             | 1.615            | 2.486                         |
| Züsch             | 8,04         | 511             | 317              | 565                           |
| VG Hermeskeil     | 145,50       | -               | 11.409           | 15.423                        |

## Geschichte
In der Feudalzeit gehörte die Region um Hermeskeil zum kurtrierischen Amt Grimburg.
In der Franzosenzeit entstanden der Kanton und die Mairie Hermeskeil, aus der später die preußische Bürgermeisterei Hermeskeil gebildet wurde.
Zu ihr gehörten die Gemeinden Hermeskeil, Damflos, Geisfeld, Rascheid, Pölert, Hinzert, Reinsfeld, Gusenburg, Grimburg, Neuhütten, Züsch und Börfink-Muhl.
In den 1920er Jahren erfolgte eine Umbenennung zu „Amt Hermeskeil“ und 1934 kamen die Gemeinden Bescheid, Beuren und Prosterath hinzu.
Im Rahmen einer Verwaltungsreform wurde 1968 die Verbandsgemeinde Hermeskeil gebildet.
1969 entstand aus den Gemeinden Hinzert und Pölert die neue Gemeinde Hinzert-Pölert.
1970 wurde die Gemeinde Naurath/Wald in die Verbandsgemeinde Hermeskeil eingegliedert,
Muhl kam als Gemeindeteil zu Neuhütten und Hermeskeil bekam die Stadtrechte.
1974 kam Prosterath als Gemeindeteil zu Beuren.
Das Gebiet der Verbandsgemeinde gehörte bis Ende 2021 zum Dekanat Hermeskeil-Waldrach, es kam dann zum Pastoralen Raum Hermeskeil.

### Bevölkerungsentwicklung
Die Entwicklung der Einwohnerzahl bezogen auf das Gebiet der heutigen Verbandsgemeinde Hermeskeil; die Werte von 1871 bis 1987 beruhen auf Volkszählungen:
| Verbandsgemeinde Hermeskeil: Einwohnerzahlen von 1815 bis 2023 | Verbandsgemeinde Hermeskeil: Einwohnerzahlen von 1815 bis 2023 | Verbandsgemeinde Hermeskeil: Einwohnerzahlen von 1815 bis 2023 | Verbandsgemeinde Hermeskeil: Einwohnerzahlen von 1815 bis 2023 | Verbandsgemeinde Hermeskeil: Einwohnerzahlen von 1815 bis 2023 |
| -------------------------------------------------------------- | -------------------------------------------------------------- | -------------------------------------------------------------- | -------------------------------------------------------------- | -------------------------------------------------------------- |
| Jahr                                                           |                                                                |                                                                |                                                                | Einwohner                                                      |
| 1815                                                           | 1815                                                           |                                                                | 5.035                                                          | 5.035                                                          |
| 1835                                                           | 1835                                                           |                                                                | 7.569                                                          | 7.569                                                          |
| 1871                                                           | 1871                                                           |                                                                | 7.763                                                          | 7.763                                                          |
| 1905                                                           | 1905                                                           |                                                                | 8.212                                                          | 8.212                                                          |
| 1939                                                           | 1939                                                           |                                                                | 11.729                                                         | 11.729                                                         |
| 1950                                                           | 1950                                                           |                                                                | 11.409                                                         | 11.409                                                         |
| 1961                                                           | 1961                                                           |                                                                | 12.790                                                         | 12.790                                                         |
| 1970                                                           | 1970                                                           |                                                                | 14.543                                                         | 14.543                                                         |
| 1987                                                           | 1987                                                           |                                                                | 14.223                                                         | 14.223                                                         |
| 1997                                                           | 1997                                                           |                                                                | 15.081                                                         | 15.081                                                         |
| 2005                                                           | 2005                                                           |                                                                | 14.889                                                         | 14.889                                                         |
| 2023                                                           | 2023                                                           |                                                                | 16.422                                                         | 16.422                                                         |
|                                                                |                                                                |                                                                |                                                                |                                                                |

## Politik

### Verbandsgemeinderat
- Linke: 1
- Grüne: 1
- SPD: 8
- FWG: 5
- BfB: 5
- CDU: 12

Der Verbandsgemeinderat Hermeskeil besteht aus 32 ehrenamtlichen Ratsmitgliedern, die bei der Kommunalwahl am 9. Juni 2024 in einer personalisierten Verhältniswahl gewählt wurden, und dem hauptamtlichen Bürgermeister als Vorsitzendem. Von Wahl 2014 bis zur Wahl 2024 hatte der Verbandsgemeinderat nur 28 Ratsmitglieder. Die vorübergehende Verringerung war nach rheinland-pfälzischem Wahlrecht durch die zum jeweiligen Stichtag unter dem vorgegebenen Grenzwert liegende Einwohnerzahl der Gebietskörperschaft ausgelöst geworden.
Die Sitzverteilung im Verbandsgemeinderat:
| Wahl | SPD | CDU | Grüne | Linke | Piraten | BfB | FWG | Gesamt   |
| ---- | --- | --- | ----- | ----- | ------- | --- | --- | -------- |
| 2024 | 8   | 12  | 1     | 1     | –       | 5   | 5   | 32 Sitze |
| 2019 | 8   | 10  | 3     | 1     | –       | 2   | 4   | 28 Sitze |
| 2014 | 8   | 11  | –     | 1     | 1       | 3   | 4   | 28 Sitze |
| 2009 | 10  | 12  | –     | –     | –       | 5   | 5   | 32 Sitze |
| 2004 | 10  | 15  | –     | –     | –       | 3   | 4   | 32 Sitze |
| 1999 | 11  | 18  | 1     | –     | –       | –   | 2   | 32 Sitze |

- BfB = Bürger für Bürger e. V.
- FWG = Freie Wählergruppe in der Verbandsgemeinde Hermeskeil e. V.

### Bürgermeister
Bürgermeister des Amtes und der Verbandsgemeinde Hermeskeil:
- Karl Rüdell, 1855 bis 1883
- Otto von Waldstein, 1883 bis 1913
- Freiherr Clemens von Wendt, 1913 bis 1933
- Wilhelm Jager, 1933 bis 1938
- Fritz Madel, 1938 bis 1943
- Peter Harig, 1949 bis 1958
- Alois Bier, 1958 bis 1972
- Oskar Becker, 1973 bis 1988
- Winfried Sander (CDU), 1988 bis 2001
- Michael Hülpes (CDU), 2002 bis 2018
- Hartmut Heck (CDU), 2018 bis 2024[5][6]
- Stefan Ding (CDU/FWG), ab 2024[7]

### Wappen
Die Blasonierung lautet: In grünem Schildbord über einem von Rot und Silber geschachten Schildfuß in Silber ein rotes Balkenkreuz, überdeckt von einem schwarzen Hirschgeweih.

## Verkehr
Es bestehen Anschlüsse an die Bundesautobahn 1 bei Hermeskeil und Reinsfeld.
Die Bundesstraße 52 führt in Richtung Trier, die Bundesstraße 327 (Hunsrückhöhenstraße) in Richtung Koblenz/Mainz und die Bundesstraße 407 in Richtung Saarburg/Perl.
Die nächsten Eisenbahnverbindungen befinden sich am Güterverkehrszentrum in Trier-Ehrang
oder am Bahnhof Türkismühle im saarländischen Nohfelden.
Durch die Verbandsgemeinde verlaufen die stillgelegte Hunsrückquerbahn nach Langenlonsheim, sowie die teilweise in einen Radweg (Ruwer-Hochwald-Radweg) umgewandelte ebenfalls stillgelegte Hochwaldbahn. Hermeskeil liegt auch am Hunsrück-Radweg sowie am Primstal-Radweg.
Schifffahrtsverbindungen gibt es am Industriegebiet Trierer Hafen und am Saarhafen Dillingen.
Die nächstgelegenen Flughäfen sind der Flughafen Frankfurt-Hahn, der Flughafen Saarbrücken, der Flughafen Luxemburg sowie der Regionalflughafen Trier-Föhren.